# ゲット・ラウド ジ・エッジ、ジミー・ペイジ、ジャック・ホワイト×ライフ×ギター
『ゲット・ラウド ジ・エッジ、ジミー・ペイジ、ジャック・ホワイト×ライフ×ギター』（It Might Get Loud）はアメリカ合衆国で製作された記録映画。製作は2008年。ただし劇場での一般公開は2009年。日本では2011年に公開されている。

## 概要
『不都合な真実』でアカデミー賞を受賞したデイビス・グッゲンハイム監督によって製作されたドキュメンタリー。2008年1月23日、U2のジ・エッジ、レッド・ツェッペリンのジミー・ペイジ、ホワイト・ストライプスのジャック・ホワイトが一堂に会し、エレクトリック・ギターに関する対談およびジャム・セッションを行った。この時の模様を収録した映像を中心に、各人のプロフィールや個別のインタビュー、演奏風景等の映像によって構成されている。

## 内容
タイトルにもある通り、ギターがテーマのひとつであるにもかかわらず、アバンタイトルでジャック・ホワイトが手作りの一弦ギターをその場で組み上げて演奏して見せた上で「ギターを買う必要は無い」と言い放つシーンから始まる。
三人のギタリストは活動する世代や音楽性などで隔たりがある。ジ・エッジがエフェクターを好み、専門スタッフとともにシステム化したエフェクターをコンピュータで制御しながら自分のギターの音を追求していく映像の後、ジャック・ホワイトがテクノロジーの多用に否定的な発言をするといった構成で、各人の個別インタビューや経歴の紹介などによってその隔たりが浮き彫りになっていく。三人が出会ったら殴り合いのケンカになる、というジャック・ホワイトの発言にもある通り、対談前には各人とも緊張した面持ちを浮かべていたが、実際の対談ではそういった状況は発生していない。
後半にはジャム・セッションが始まり、ジミー・ペイジがレッド・ツェッペリンの曲を弾き始めると他の二人が演奏に加わるといった光景も映し出され、最後にはお互いに握手／抱擁して終わる。